# Trinidad y Tobago en los Juegos Olímpicos de Montreal 1976
Trinidad y Tobago estuvo representada en los Juegos Olímpicos de Montreal 1976 por un total de 13 deportistas que compitieron en 3 deportes.  
El portador de la bandera en la ceremonia de apertura fue el atleta Hasely Crawford.

## Medallistas
El equipo olímpico de Trinidad y Tobago obtuvo las siguientes medallas:
| Nombre          | Deporte   | Competición |
| --------------- | --------- | ----------- |
| Oro             |           |             |
| Hasely Crawford | Atletismo | 100 m M     |
| Plata           |           |             |
| —               |           |             |
| Bronce          |           |             |
| —               |           |             |